# Alexander Iraklijewitsch Metreweli
Alexander Iraklijewitsch Metreweli (russisch Александр Ираклиевич Метревели; georgisch ალექსანდრე მეტრეველი Aleksandre Metreweli; englisch Alexander Metreveli; * 2. November 1944 in Tiflis, Georgische SSR, Sowjetunion) ist ein ehemaliger sowjetischer Tennisspieler georgischer Nationalität.

## Leben
Metrewelis größter Erfolg war das Erreichen des Endspiels im Herreneinzel von Wimbledon im Jahr 1973, in dem er Jan Kodeš aus der Tschechoslowakei mit 1:6, 8:9 und 3:6 unterlag. Auch im Mixed stand er dort 1968 und 1970 im Finale. 
Aleksandr Metreveli ist heute Sportkommentator und lebt in Moskau. Er ist russischer Staatsbürger und Ehrenbürger Australiens. Sein Enkel Aleksandre Metreweli ist ebenfalls Tennisspieler und spielt für Georgien.

## Erfolge
| Legende (Anzahl der Siege) |
| Grand Slam                 |
| Sonstige Turniere (11)     |

| Titel nach Belag |
| Hartplatz (1)    |
| Sand (1)         |
| Rasen (8)        |
| Teppich (1)      |

### Einzel

#### Turniersiege
| Nr. | Datum             | Turnier       | Belag     | Finalgegner       | Ergebnis                |
| --- | ----------------- | ------------- | --------- | ----------------- | ----------------------- |
| 1.  | 26. Dezember 1970 | Adelaide (1)  | Rasen     | Ian Fletcher      | 6:3, 4:6, 6:3, 6:2      |
| 2.  | 1. Februar 1971   | Melbourne     | Rasen     | Phil Dent         | 6:4, 6:2                |
| 3.  | 9. Januar 1972    | Sydney        | Rasen     | Patrice Dominguez | 6:4, 6:4, 3:6, 6:1      |
| 4.  | 23. Januar 1972   | Adelaide (2)  | Rasen     | Kim Warwick       | 6:3, 6:3, 7:6           |
| 5.  | 17. Juni 1972     | Beckenham (1) | Rasen     | Vijay Amritraj    | 6:2, 7:5                |
| 6.  | 17. Dezember 1972 | Adelaide (3)  | Rasen     | Colin Dibley      | 7:5, 5:7, 6:7, 7:6, 6:2 |
| 7.  | 10. März 1973     | San Juan      | Hartplatz | Roger Taylor      | 8:4, 6:4, 0:6, 7:5      |
| 8.  | 16. Juni 1973     | Beckenham (2) | Rasen     | Björn Borg        | 6:3, 9:8                |
| 9.  | 25. August 1974   | South Orange  | Rasen     | Jimmy Connors     | kampflos                |

#### Finalteilnahmen
| Nr. | Datum            | Turnier        | Belag       | Finalgegner        | Ergebnis      |
| --- | ---------------- | -------------- | ----------- | ------------------ | ------------- |
| 1.  | 14. April 1968   | Monte Carlo    | Sand        | Nicola Pietrangeli | 2:6, 2:6      |
| 2.  | 7. Juli 1973     | Wimbledon      | Rasen       | Jan Kodeš          | 1:6, 8:9, 3:6 |
| 3.  | 10. Februar 1974 | St. Petersburg | Teppich (i) | John Newcombe      | 0:6, 6:73     |
| 4.  | 28. April 1974   | St. Louis      | Teppich (i) | Stan Smith         | 2:6, 6:3, 2:6 |
| 5.  | 22. Juni 1974    | Nottingham     | Rasen       | Stan Smith         | 3:6, 6:1, 3:6 |

### Doppel

#### Turniersiege
| Nr. | Datum          | Turnier     | Belag       | Partner            | Finalgegner                 | Ergebnis                |
| --- | -------------- | ----------- | ----------- | ------------------ | --------------------------- | ----------------------- |
| 1.  | 14. April 1968 | Monte Carlo | Sand        | Sergei Lichatschow | Patrice Beust Daniel Contet | 5:7, 9:7, 6:4, 5:7, 7:5 |
| 2.  | 26. April 1976 | Stockholm   | Teppich (i) | Ilie Năstase       | Tom Okker Adriano Panatta   | 6:4, 7:5                |

#### Finalteilnahmen
| Nr. | Datum            | Turnier | Belag       | Partner      | Finalgegner                | Ergebnis                |
| --- | ---------------- | ------- | ----------- | ------------ | -------------------------- | ----------------------- |
| 1.  | 17. Januar 1971  | Sydney  | Rasen       | Mal Anderson | John Alexander Phil Dent   | 7:6, 6:2, 3:6, 6:7, 6:7 |
| 2.  | 15. Februar 1976 | Toronto | Teppich (i) | Ilie Năstase | Jaime Fillol Frew McMillan | 7:63, 2:6, 3:6          |

### Mixed

#### Finalteilnahmen
| Nr. | Datum        | Turnier       | Belag | Partnerin     | Finalgegner                 | Ergebnis      |
| --- | ------------ | ------------- | ----- | ------------- | --------------------------- | ------------- |
| 1.  | 6. Juli 1968 | Wimbledon (1) | Rasen | Olga Morosowa | Margaret Court Ken Fletcher | 1:6, 12:14    |
| 2.  | 4. Juli 1970 | Wimbledon (2) | Rasen | Olga Morosowa | Rosie Casals Ilie Năstase   | 3:6, 6:4, 7:9 |